# خطوط دلتا الجوية الرحلة 1989
خطوط دلتا الجوية الرحلة 1989 هي رحلة طيران من بوسطن إلي لوس أنجلوس في 11 سبتمبر 2001 كان على متنها 150 راكبا و5 من أفراد الطاقم وأشتبهت السلطات إن الطائرة عرضة للخطف باعتبار إن الطائرات المختطفة الآخرى والتي أستخدمت في هجمات 11 أيلول هي من نفس النوع بوينغ 767 فطلب من الطائرة الهبوط في مطار كليفلاند هوبكنز الدولي في كليفلاند فهبطت الطائرة بسلام وتبين إن الإنذار بالخطف كان كاذباً.